# Wahlbezirk Böhmen 24
Der Wahlbezirk Böhmen 24 war ein Wahlkreis für die Wahlen zum Abgeordnetenhaus im österreichischen Kronland Böhmen. Der Wahlbezirk wurde 1907 mit der Einführung der Reichsratswahlordnung geschaffen und bestand bis zum Zusammenbruch der Habsburgermonarchie.

## Geschichte
Nachdem der Reichsrat im Herbst 1906 das allgemeine, gleiche, geheime und direkte Männerwahlrecht beschlossen hatte, wurde mit 26. Jänner 1907 die große Wahlrechtsreform durch Sanktionierung von Kaiser Franz Joseph I. gültig. Mit der neuen Reichsratswahlordnung schuf man insgesamt 516 Wahlbezirke, wobei mit Ausnahme Galiziens in jedem Wahlbezirk ein Abgeordneter im Zuge der Reichsratswahl gewählt wurde. Der Abgeordnete musste sich dabei im ersten Wahlgang oder in einer Stichwahl mit absoluter Mehrheit durchsetzen. Der Wahlkreis Böhmen 24 umfasste die Städte Königgrätz, Hohenbruck, Opočno, Dobruska, Reichenau an der Kněžna, Wamberg, Adlerkosteletz, Tinischt, Nechanitz, Neustadt an der Mettau, Böhmisch Skalitz und Holitz.
Aus der Reichsratswahl 1907 ging aus der Stichwahl Franz Drtina als Sieger hervor. Bei der Reichsratswahl 1911 setzte sich Bohuslav Franta durch.

## Wahlergebnisse

### Reichsratswahl 1907
Die Reichsratswahl 1907 wurde am 14. Mai 1907 (erster Wahlgang) sowie am 23. Mai 1907 (Stichwahl) durchgeführt.

#### Erster Wahlgang
| Kandidat                                                                    | Partei                                  | Wahlkreis- stimmen | Prozent |
| --------------------------------------------------------------------------- | --------------------------------------- | ------------------ | ------- |
| Antonín Hampl                                                               | Tschechische Sozialdemokratische Partei | 2901               | 35,9 %  |
| František Drtina                                                            | Tschechischer Realist                   | 1599               | 19,8 %  |
| František Reyl                                                              | Katholische Volkspartei                 | 1373               | 17,0 %  |
| František Sláma                                                             | Jungtschechen                           | 1365               | 16,9 %  |
| Václav Choc                                                                 | Tschechische national-soziale Partei    | 836                | 10,3 %  |
|                                                                             | Sonstige Parteien                       | 8                  | 0,1 %   |
| Wahlberechtigte: 9376, Ungültige/Leere Stimmen: 18, Wahlbeteiligung: 87,4 % |                                         |                    |         |

#### Stichwahl
| Kandidat                                                                    | Partei                                  | Wahlkreis- stimmen | Prozent |
| --------------------------------------------------------------------------- | --------------------------------------- | ------------------ | ------- |
| František Drtina                                                            | Tschechischer Realist                   | 4049               | 53,4 %  |
| Antonín Hampl                                                               | Tschechische Sozialdemokratische Partei | 3537               | 46,6 %  |
| Wahlberechtigte: 9376, Ungültige/Leere Stimmen: 50, Wahlbeteiligung: 81,4 % |                                         |                    |         |

### Reichsratswahl 1911
Die Reichsratswahl 1911 wurde am 13. Juni 1911  sowie am 20. Juni 1911 (Stichwahl) durchgeführt.

#### Erster Wahlgang
| Kandidat                                                                      | Partei                                               | Wahlkreis- stimmen | Prozent |
| ----------------------------------------------------------------------------- | ---------------------------------------------------- | ------------------ | ------- |
| Rudolf Chalupa                                                                | Tschechische Sozialdemokratische Partei              | 2910               | 33,4 %  |
| Bohuslav Franta                                                               | Jungtschechen                                        | 2823               | 32,4 %  |
| František Drtina                                                              | Tschechischer Realist                                | 1810               | 20,8 %  |
| František Reyl                                                                | Tschechische Christlichsoziale Partei                | 1135               | 13,0 %  |
|                                                                               | Tschechische staatsrechtlich-fortschrittliche Partei | 28                 | 0,3 %   |
|                                                                               | Sonstige Parteien                                    | 14                 | 0,2 %   |
| Wahlberechtigte: 10.169, Ungültige/Leere Stimmen: 40, Wahlbeteiligung: 86,1 % |                                                      |                    |         |

#### Stichwahl
| Kandidat                                                                      | Partei                                  | Wahlkreis- stimmen | Prozent |
| ----------------------------------------------------------------------------- | --------------------------------------- | ------------------ | ------- |
| Bohuslav Franta                                                               | Jungtschechen                           | 4839               | 54,3 %  |
| Rudolf Chalupa                                                                | Tschechische Sozialdemokratische Partei | 4072               | 45,7 %  |
| Wahlberechtigte: 10.169, Ungültige/Leere Stimmen: 36, Wahlbeteiligung: 88,0 % |                                         |                    |         |